# Coupe de France féminine de basket-ball 2011-2012
Navigation
2010-2011 2012-2013
La Coupe de France féminine de basket-ball 2011-2012 est la 35e édition de la Coupe de France, également dénommée Trophée Joë Jaunay. Elle oppose des équipes professionnelles et amatrices françaises sous forme d'un tournoi à élimination directe. La compétition se déroule du 27 janvier au 20 mai 2012, date de la finale à Paris-Bercy.
Lattes Montpellier est le tenant du titre mais est éliminé en quart de finale par Nantes Rezé. Arras bat Bourges en finale et remporte la compétition pour la première fois de son histoire.

## Calendrier
| Tour | Nom              | Dates                    | Participants | Vainqueurs |
| 1    | 16e de finale    | du 27 au 29 janvier 2012 | 32           | 16         |
| 2    | 8e de finale     | 9 et 10 mars 2012        | 16           | 8          |
| 3    | Quarts de finale | 20 et 21 mars 2012       | 8            | 4          |
| 4    | Demi-finales     | 4 avril 2012             | 4            | 2          |
| 5    | Finale           | 20 mai 2012              | 2            | 1          |

## Résultats

### Seizièmes de finale
| Date            | Club (division)                         | Résultat | Club (division)                 |
| --------------- | --------------------------------------- | -------- | ------------------------------- |
| 27 janvier 2012 | COB Calais (LF2)                        | 41 - 58  | Flammes Carolo (LFB)            |
| 27 janvier 2012 | AL Aplemont Le Havre (LF2)              | 44 - 70  | Nantes Rezé Basket (LFB)        |
| 28 janvier 2012 | BC Saint-Paul Rezé (NF1)                | 34 - 88  | Lattes Montpellier (LFB)        |
| 28 janvier 2012 | US Laveyron Drôme (LF2)                 | 39 - 80  | Cavigal Nice 06 (LFB)           |
| 28 janvier 2012 | Union Sin Dechy Ostrevent (NF2)         | 39 - 96  | ESB Villeneuve-d'Ascq (LFB)     |
| 28 janvier 2012 | Limoges ABC (LF2)                       | 40 - 51  | Toulouse Métropole Basket (LF2) |
| 28 janvier 2012 | CA Saint-Étienne (NF1)                  | 47 - 89  | Challes-les-Eaux Basket (LFB)   |
| 28 janvier 2012 | Fémina Wasquehal Basket (NF1)           | 51 - 79  | Tango Bourges (LFB)             |
| 28 janvier 2012 | Dunkerque-Malo BC (LF2)                 | 51 - 89  | USO Mondeville (LFB)            |
| 28 janvier 2012 | Léon Trégor Basket 29 (LF2)             | 57 - 101 | Saint-Amand Hainaut (LFB)       |
| 28 janvier 2012 | Étoile de Voiron Basket Féminin (LF2)   | 57 - 59  | Pays d'Aix Basket 13 (LFB)      |
| 28 janvier 2012 | BC Perpignan Méditerranée (LF2)         | 68 - 58  | Basket Landes (LFB)             |
| 28 janvier 2012 | Strasbourg Illkirch-Graffenstaden (LF2) | 70 - 82  | Arras Pays d'Artois (LFB)       |
| 28 janvier 2012 | La Tronche Meylan Basket (NF1)          | 72 - 78  | Lyon Basket Féminin (LFB)       |
| 28 janvier 2012 | Roche Vendée (LF2)                      | 76 - 66  | Tarbes Gespe Bigorre (LFB)      |
| 29 janvier 2012 | SO Armentières (LF2)                    | 76 - 56  | Saint-Jacques Sport Reims (LF2) |

### Tableau final
|  | Huitièmes de finale  | Huitièmes de finale        | Huitièmes de finale  | Huitièmes de finale     |     |                           | Quarts de finale     | Quarts de finale     | Quarts de finale     | Quarts de finale     |  |  | Demi-finales         | Demi-finales         | Demi-finales         | Demi-finales         |  |  | Finale              | Finale              | Finale              | Finale              |
|  |                      |                            |                      |                         |     |                           |                      |                      |                      |                      |  |  |                      |                      |                      |                      |  |  |                     |                     |                     |                     |
|  | 9 mars 2012 à 20h00  | 9 mars 2012 à 20h00        | 9 mars 2012 à 20h00  | 9 mars 2012 à 20h00     |     |                           | 21 mars 2012 à 20h00 | 21 mars 2012 à 20h00 | 21 mars 2012 à 20h00 | 21 mars 2012 à 20h00 |  |  | 4 avril 2012 à 20h00 | 4 avril 2012 à 20h00 | 4 avril 2012 à 20h00 | 4 avril 2012 à 20h00 |  |  | 20 mai 2012 à 14h00 | 20 mai 2012 à 14h00 | 20 mai 2012 à 14h00 | 20 mai 2012 à 14h00 |
|  | LF2                  | BC Perpignan Méditerranée  | 61                   | 61                      |     |                           | 21 mars 2012 à 20h00 | 21 mars 2012 à 20h00 | 21 mars 2012 à 20h00 | 21 mars 2012 à 20h00 |  |  | 4 avril 2012 à 20h00 | 4 avril 2012 à 20h00 | 4 avril 2012 à 20h00 | 4 avril 2012 à 20h00 |  |  | 20 mai 2012 à 14h00 | 20 mai 2012 à 14h00 | 20 mai 2012 à 14h00 | 20 mai 2012 à 14h00 |
|  | LF2                  | BC Perpignan Méditerranée  | 61                   | 61                      |     |                           | 21 mars 2012 à 20h00 | 21 mars 2012 à 20h00 | 21 mars 2012 à 20h00 | 21 mars 2012 à 20h00 |  |  | 4 avril 2012 à 20h00 | 4 avril 2012 à 20h00 | 4 avril 2012 à 20h00 | 4 avril 2012 à 20h00 |  |  | 20 mai 2012 à 14h00 | 20 mai 2012 à 14h00 | 20 mai 2012 à 14h00 | 20 mai 2012 à 14h00 |
|  | LF2                  | Toulouse Métropole Basket  | 55                   | 55                      |     |                           | 21 mars 2012 à 20h00 | 21 mars 2012 à 20h00 | 21 mars 2012 à 20h00 | 21 mars 2012 à 20h00 |  |  | 4 avril 2012 à 20h00 | 4 avril 2012 à 20h00 | 4 avril 2012 à 20h00 | 4 avril 2012 à 20h00 |  |  | 20 mai 2012 à 14h00 | 20 mai 2012 à 14h00 | 20 mai 2012 à 14h00 | 20 mai 2012 à 14h00 |
|  | LF2                  | Toulouse Métropole Basket  | 55                   | 55                      | LF2 | BC Perpignan Méditerranée | 44                   | 44                   |                      |                      |  |  | 4 avril 2012 à 20h00 | 4 avril 2012 à 20h00 | 4 avril 2012 à 20h00 | 4 avril 2012 à 20h00 |  |  | 20 mai 2012 à 14h00 | 20 mai 2012 à 14h00 | 20 mai 2012 à 14h00 | 20 mai 2012 à 14h00 |
|  | 10 mars 2012 à 20h00 |                            |                      |                         | LF2 | BC Perpignan Méditerranée | 44                   | 44                   |                      |                      |  |  | 4 avril 2012 à 20h00 | 4 avril 2012 à 20h00 | 4 avril 2012 à 20h00 | 4 avril 2012 à 20h00 |  |  | 20 mai 2012 à 14h00 | 20 mai 2012 à 14h00 | 20 mai 2012 à 14h00 | 20 mai 2012 à 14h00 |
|  |                      |                            | LFB                  | Tango Bourges           | 64  | 64                        |                      |                      |                      |                      |  |  | 4 avril 2012 à 20h00 | 4 avril 2012 à 20h00 | 4 avril 2012 à 20h00 | 4 avril 2012 à 20h00 |  |  | 20 mai 2012 à 14h00 | 20 mai 2012 à 14h00 | 20 mai 2012 à 14h00 | 20 mai 2012 à 14h00 |
|  | LFB                  | Tango Bourges              | LFB                  | Tango Bourges           | 64  | 64                        | 68                   | 68                   |                      |                      |  |  | 4 avril 2012 à 20h00 | 4 avril 2012 à 20h00 | 4 avril 2012 à 20h00 | 4 avril 2012 à 20h00 |  |  | 20 mai 2012 à 14h00 | 20 mai 2012 à 14h00 | 20 mai 2012 à 14h00 | 20 mai 2012 à 14h00 |
|  | LFB                  | Tango Bourges              | 20 mars 2012 à 16h00 |                         |     |                           | 68                   | 68                   |                      |                      |  |  | 4 avril 2012 à 20h00 | 4 avril 2012 à 20h00 | 4 avril 2012 à 20h00 | 4 avril 2012 à 20h00 |  |  | 20 mai 2012 à 14h00 | 20 mai 2012 à 14h00 | 20 mai 2012 à 14h00 | 20 mai 2012 à 14h00 |
|  | LFB                  | USO Mondeville             | 45                   | 45                      |     |                           |                      |                      |                      |                      |  |  | 4 avril 2012 à 20h00 | 4 avril 2012 à 20h00 | 4 avril 2012 à 20h00 | 4 avril 2012 à 20h00 |  |  | 20 mai 2012 à 14h00 | 20 mai 2012 à 14h00 | 20 mai 2012 à 14h00 | 20 mai 2012 à 14h00 |
|  | LFB                  | USO Mondeville             | 45                   | 45                      | LFB | Tango Bourges             | 74                   | 74                   |                      |                      |  |  |                      |                      |                      |                      |  |  | 20 mai 2012 à 14h00 | 20 mai 2012 à 14h00 | 20 mai 2012 à 14h00 | 20 mai 2012 à 14h00 |
|  | 10 mars 2012 à 20h00 |                            |                      |                         | LFB | Tango Bourges             | 74                   | 74                   |                      |                      |  |  |                      |                      |                      |                      |  |  | 20 mai 2012 à 14h00 | 20 mai 2012 à 14h00 | 20 mai 2012 à 14h00 | 20 mai 2012 à 14h00 |
|  |                      |                            | LFB                  | Challes-les-Eaux Basket | 55  | 55                        |                      |                      |                      |                      |  |  |                      |                      |                      |                      |  |  | 20 mai 2012 à 14h00 | 20 mai 2012 à 14h00 | 20 mai 2012 à 14h00 | 20 mai 2012 à 14h00 |
|  | LFB                  | Pays d'Aix Basket 13       | LFB                  | Challes-les-Eaux Basket | 55  | 55                        | 70                   | 70                   |                      |                      |  |  |                      |                      |                      |                      |  |  | 20 mai 2012 à 14h00 | 20 mai 2012 à 14h00 | 20 mai 2012 à 14h00 | 20 mai 2012 à 14h00 |
|  | LFB                  | Pays d'Aix Basket 13       | 4 avril 2012 à 20h00 |                         |     |                           | 70                   | 70                   |                      |                      |  |  |                      |                      |                      |                      |  |  | 20 mai 2012 à 14h00 | 20 mai 2012 à 14h00 | 20 mai 2012 à 14h00 | 20 mai 2012 à 14h00 |
|  | LFB                  | Cavigal Nice 06            | 75                   | 75                      |     |                           |                      |                      |                      |                      |  |  |                      |                      |                      |                      |  |  | 20 mai 2012 à 14h00 | 20 mai 2012 à 14h00 | 20 mai 2012 à 14h00 | 20 mai 2012 à 14h00 |
|  | LFB                  | Cavigal Nice 06            | 75                   | 75                      | LFB | Cavigal Nice 06           | 65                   | 65                   |                      |                      |  |  |                      |                      |                      |                      |  |  | 20 mai 2012 à 14h00 | 20 mai 2012 à 14h00 | 20 mai 2012 à 14h00 | 20 mai 2012 à 14h00 |
|  | 9 mars 2012 à 20h00  |                            |                      |                         | LFB | Cavigal Nice 06           | 65                   | 65                   |                      |                      |  |  |                      |                      |                      |                      |  |  | 20 mai 2012 à 14h00 | 20 mai 2012 à 14h00 | 20 mai 2012 à 14h00 | 20 mai 2012 à 14h00 |
|  |                      |                            | LFB                  | Challes-les-Eaux Basket | 79  | 79                        |                      |                      |                      |                      |  |  |                      |                      |                      |                      |  |  | 20 mai 2012 à 14h00 | 20 mai 2012 à 14h00 | 20 mai 2012 à 14h00 | 20 mai 2012 à 14h00 |
|  | LFB                  | Challes-les-Eaux Basket    | LFB                  | Challes-les-Eaux Basket | 79  | 79                        | 69                   | 69                   |                      |                      |  |  |                      |                      |                      |                      |  |  | 20 mai 2012 à 14h00 | 20 mai 2012 à 14h00 | 20 mai 2012 à 14h00 | 20 mai 2012 à 14h00 |
|  | LFB                  | Challes-les-Eaux Basket    | 20 mars 2012 à 20h00 |                         |     |                           | 69                   | 69                   |                      |                      |  |  |                      |                      |                      |                      |  |  | 20 mai 2012 à 14h00 | 20 mai 2012 à 14h00 | 20 mai 2012 à 14h00 | 20 mai 2012 à 14h00 |
|  | LFB                  | Lyon Basket Féminin        | 57                   | 57                      |     |                           |                      |                      |                      |                      |  |  |                      |                      |                      |                      |  |  | 20 mai 2012 à 14h00 | 20 mai 2012 à 14h00 | 20 mai 2012 à 14h00 | 20 mai 2012 à 14h00 |
|  | LFB                  | Lyon Basket Féminin        | 57                   | 57                      | LFB | Tango Bourges             | 58                   | 58                   |                      |                      |  |  |                      |                      |                      |                      |  |  |                     |                     |                     |                     |
|  | 10 mars 2012 à 20h00 |                            |                      |                         | LFB | Tango Bourges             | 58                   | 58                   |                      |                      |  |  |                      |                      |                      |                      |  |  |                     |                     |                     |                     |
|  |                      |                            | LFB                  | Arras Pays d'Artois     | 64  | 64                        |                      |                      |                      |                      |  |  |                      |                      |                      |                      |  |  |                     |                     |                     |                     |
|  | LFB                  | Saint-Amand Hainaut Basket | LFB                  | Arras Pays d'Artois     | 64  | 64                        | 61                   | 61                   |                      |                      |  |  |                      |                      |                      |                      |  |  |                     |                     |                     |                     |
|  | LFB                  | Saint-Amand Hainaut Basket |                      |                         |     |                           |                      | 61                   |                      |                      |  |  |                      |                      |                      |                      |  |  |                     |                     |                     |                     |
|  | LFB                  | Nantes Rezé Basket         | 71                   | 71                      |     |                           |                      |                      |                      |                      |  |  |                      |                      |                      |                      |  |  |                     |                     |                     |                     |
|  | LFB                  | Nantes Rezé Basket         | 71                   | 71                      | LFB | Nantes Rezé Basket        | 69                   | 69                   |                      |                      |  |  |                      |                      |                      |                      |  |  |                     |                     |                     |                     |
|  | 10 mars 2012 à 20h00 |                            |                      |                         | LFB | Nantes Rezé Basket        | 69                   | 69                   |                      |                      |  |  |                      |                      |                      |                      |  |  |                     |                     |                     |                     |
|  |                      |                            | LFB                  | Lattes Montpellier      | 60  | 60                        |                      |                      |                      |                      |  |  |                      |                      |                      |                      |  |  |                     |                     |                     |                     |
|  | LF2                  | Roche Vendée               | LFB                  | Lattes Montpellier      | 60  | 60                        | 59                   | 59                   |                      |                      |  |  |                      |                      |                      |                      |  |  |                     |                     |                     |                     |
|  | LF2                  | Roche Vendée               | 21 mars 2012 à 20h00 |                         |     |                           | 59                   | 59                   |                      |                      |  |  |                      |                      |                      |                      |  |  |                     |                     |                     |                     |
|  | LFB                  | Lattes Montpellier         | 85                   | 85                      |     |                           |                      |                      |                      |                      |  |  |                      |                      |                      |                      |  |  |                     |                     |                     |                     |
|  | LFB                  | Lattes Montpellier         | 85                   | 85                      | LFB | Nantes Rezé Basket        | 56                   | 56                   |                      |                      |  |  |                      |                      |                      |                      |  |  |                     |                     |                     |                     |
|  | 10 mars 2012 à 17h00 |                            |                      |                         | LFB | Nantes Rezé Basket        | 56                   | 56                   |                      |                      |  |  |                      |                      |                      |                      |  |  |                     |                     |                     |                     |
|  |                      |                            | LFB                  | Arras Pays d'Artois     | 63  | 63                        |                      |                      |                      |                      |  |  |                      |                      |                      |                      |  |  |                     |                     |                     |                     |
|  | LF2                  | SO Armentières             | LFB                  | Arras Pays d'Artois     | 63  | 63                        | 74                   | 74                   |                      |                      |  |  |                      |                      |                      |                      |  |  |                     |                     |                     |                     |
|  | LF2                  | SO Armentières             |                      |                         |     |                           |                      | 74                   |                      |                      |  |  |                      |                      |                      |                      |  |  |                     |                     |                     |                     |
|  | LFB                  | Arras Pays d'Artois        | 80                   | 80                      |     |                           |                      |                      |                      |                      |  |  |                      |                      |                      |                      |  |  |                     |                     |                     |                     |
|  | LFB                  | Arras Pays d'Artois        | 80                   | 80                      | LFB | Arras Pays d'Artois       | 72                   | 72                   |                      |                      |  |  |                      |                      |                      |                      |  |  |                     |                     |                     |                     |
|  | 10 mars 2012 à 20h00 |                            |                      |                         | LFB | Arras Pays d'Artois       | 72                   | 72                   |                      |                      |  |  |                      |                      |                      |                      |  |  |                     |                     |                     |                     |
|  |                      |                            | LFB                  | Flammes Carolo          | 53  | 53                        |                      |                      |                      |                      |  |  |                      |                      |                      |                      |  |  |                     |                     |                     |                     |
|  | LFB                  | ESB Villeneuve-d'Ascq      | LFB                  | Flammes Carolo          | 53  | 53                        | 64                   | 64                   |                      |                      |  |  |                      |                      |                      |                      |  |  |                     |                     |                     |                     |
|  | LFB                  | ESB Villeneuve-d'Ascq      |                      |                         |     |                           |                      | 64                   |                      |                      |  |  |                      |                      |                      |                      |  |  |                     |                     |                     |                     |
|  | LFB                  | Flammes Carolo             | 65                   | 65                      |     |                           |                      |                      |                      |                      |  |  |                      |                      |                      |                      |  |  |                     |                     |                     |                     |
|  | LFB                  | Flammes Carolo             | 65                   | 65                      |     |                           |                      |                      |                      |                      |  |  |                      |                      |                      |                      |  |  |                     |                     |                     |                     |
|  |                      |                            |                      |                         |     |                           |                      |                      |                      |                      |  |  |                      |                      |                      |                      |  |  |                     |                     |                     |                     |

### Finale
| 20 mai 2012 14h00 CEST |                                                  | Tango Bourges (LFB)                 | 58-64                                 | Arras Pays d'Artois (LFB) |  | Palais Omnisports de Paris-Bercy, Paris 12e Arbitres : Carole Delaune, Paul Antiphon, Hugues Thépénier |
| 20 mai 2012 14h00 CEST | Score par quart-temps : 26-13, 7-11, 19-17, 6-23 |                                     |                                       |                           |  | Palais Omnisports de Paris-Bercy, Paris 12e Arbitres : Carole Delaune, Paul Antiphon, Hugues Thépénier |
| 20 mai 2012 14h00 CEST | Score par mi-temps : 33-24, 25-40                |                                     |                                       |                           |  | Palais Omnisports de Paris-Bercy, Paris 12e Arbitres : Carole Delaune, Paul Antiphon, Hugues Thépénier |
| 20 mai 2012 14h00 CEST | Miyem et Joens, 12 ?, ? ?, ? ?, ?                | Points Rebonds Passes d. Évaluation | Sabrina Reghaïssia, 19 ?, ? ?, ? ?, ? |                           |  | Palais Omnisports de Paris-Bercy, Paris 12e Arbitres : Carole Delaune, Paul Antiphon, Hugues Thépénier |

### Vainqueur
| Vainqueur de la Coupe de France 2011-2012 Arras Pays d'Artois 1re victoire |